# 千葉県道115号久住停車場十余三線
千葉県道115号久住停車場十余三線（ちばけんどう115ごう くずみていしゃじょうとよみせん）は、千葉県成田市の成田線久住駅と国道51号交点を結ぶ一般県道。

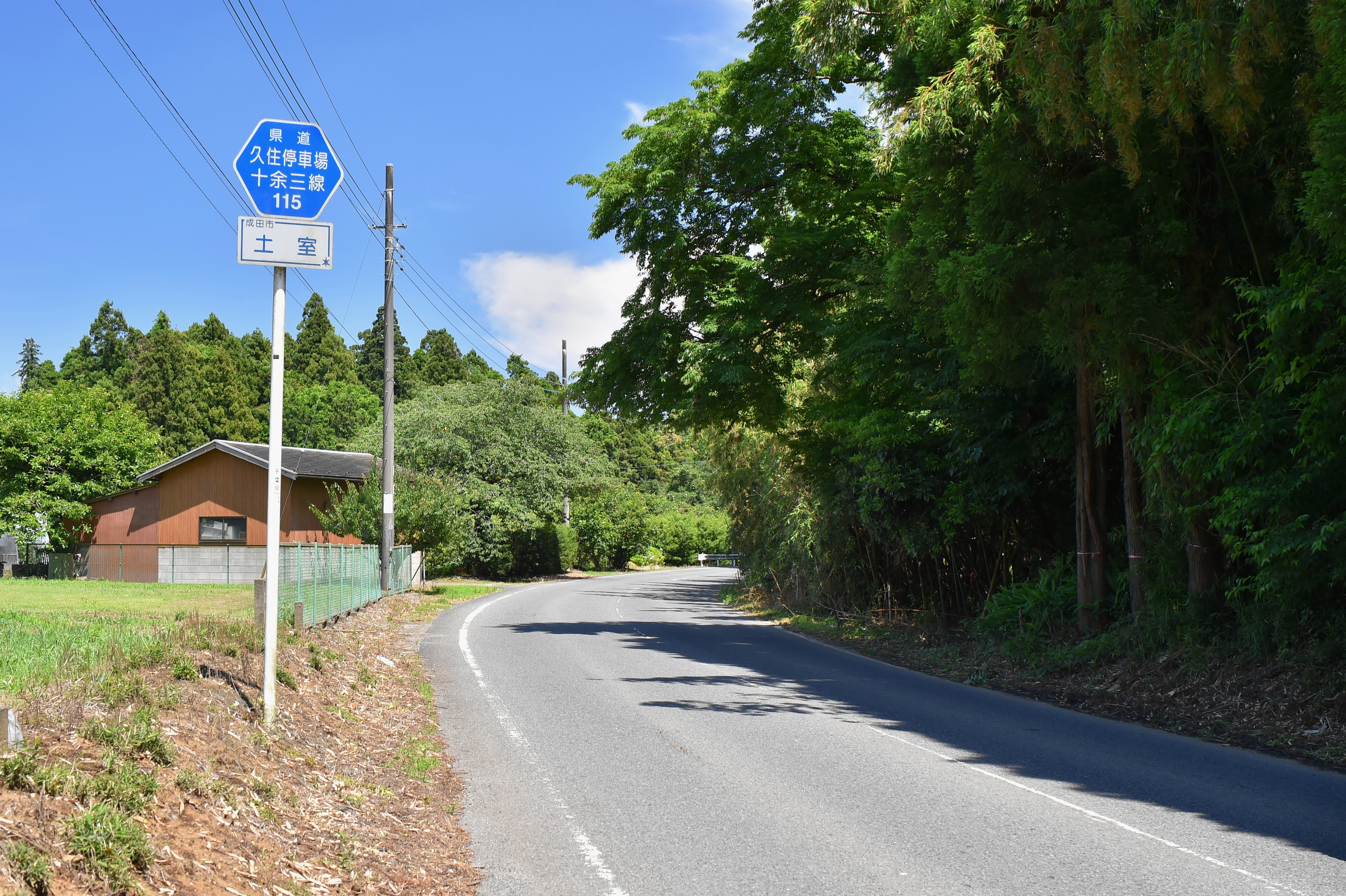
千葉県道115号久住停車場十余三線・成田市土室（2023年6月）

## 路線データ

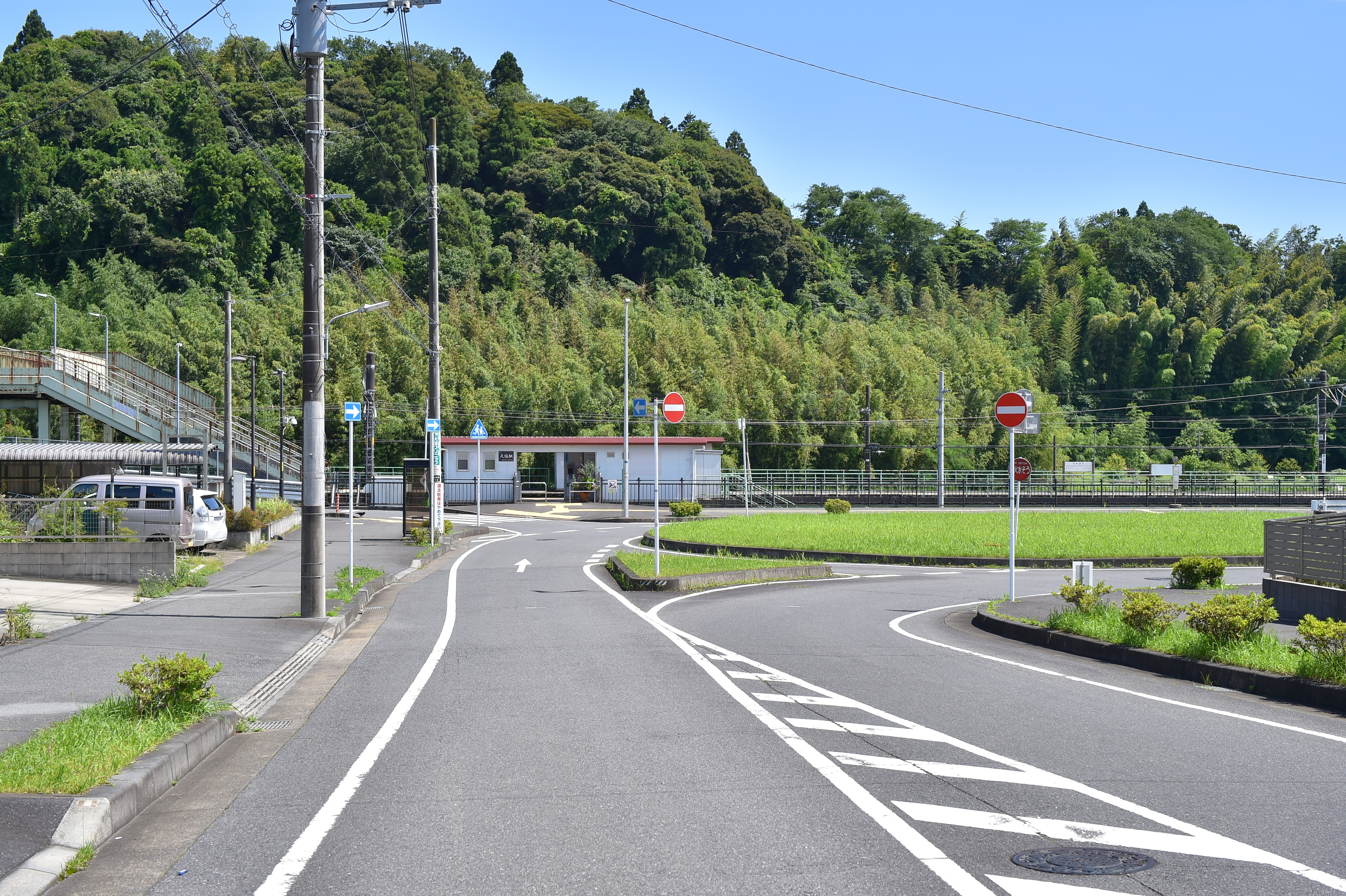
起点・JR久住駅付近（2023年6月）

- 起点：成田市久住中央一丁目（JR成田線久住駅）
- 終点：成田市十余三（十余三、国道51号交点）
- 総延長：6.954 km[1]
- 重用延長：なし
- 未供用延長：なし
- 実延長：6.954 km[1]

## 交差・接続する道路

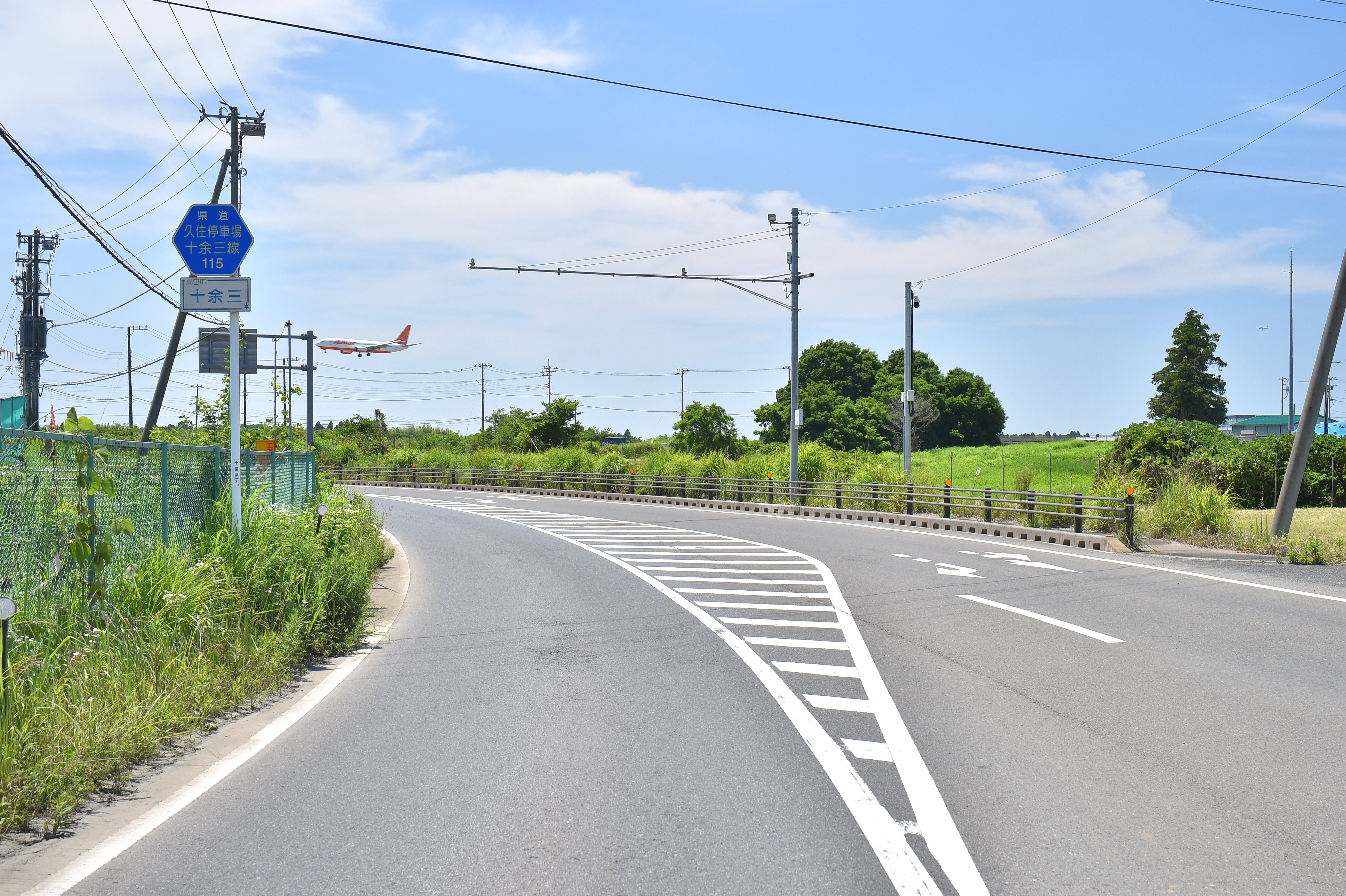
成田市十余三の国道51号交点付近（2023年6月）

- 千葉県道63号成田下総線（成田市・土室）
- 国道51号（終点）